# AQUANAUT'S HOLIDAY〜隠された記録〜
『AQUANAUT'S HOLIDAY〜隠された記録〜』（アクアノーツ ホリデイ かくされたきろく、Aquanaut's Holiday: Hidden Memories）は、2008年9月26日発売のPlayStation 3用ソフト。
開発はアートディンク。発売はソニー・コンピュータエンタテインメント。
第12回文化庁メディア芸術祭-審査委員会推薦作品-。

## 概要
アクアノートの休日シリーズの4作目にあたる潜水艇による海洋探索シミュレーションゲーム。基本はプレイヤーの思うままに海中散歩を楽しむことをメインに置いており、既存のシリーズと同じであるが、本作メインエピソードとサブエピソードのシナリオ、シリーズとしては初めて陸での生活や人との会話が用意され、アドベンチャー要素も追加されている。
プラットフォームをPS3に移したことにより、グラフィック表現が大幅に強化された。海中の表現は高度な演算機能を生かし、画面にデジタルフィルタ処理を施す事によってリアリティを出しており、深海等は実際の潜水カメラからの映像のそれに近いものとなっている。海中の生物の発する水音等にも拘り、インタビューにおいて　「ビチビチと跳ね回る音は試行錯誤を重ねた末にコンニャクで再現した」等の逸話が残っている。 
ディレクターは『Neo ATLAS』シリーズの山口洋一。

## システム
基本は既存のシリーズと同じく自由な海底散歩だが、今回は未確認海域を開拓する為に様々な機能を使用し、ある程度シナリオを進行させなければならない。新しい生物や場所などの発見に伴い援助金が支給され、必要な機材を購入し航行範囲を広げていく、という流れである。海域は11種。以下は代表的な機能である。
SONOBUOY(ソノブイ)
方向や座標など、コンパスとしての役目を果たす信号機器。
NaSU(ナス)
設置した場所まで自動航行してくれる、いわゆるオートジャンパー機器。
通常の散策はこれらの機能を使用しつつ、開拓領域を広げてゆく。ブースト機能有り。

### グラバーソナー
ソナー音は4種類有り、環礁内に点在する｢不思議な岩｣を確認する事によって使用できるようになり、それを使用して生物等のリアクション等を求める。海中にはシンガーと呼ばれる音を発する生物がおり、それらとコミュニケーションすることが出来る。操作感はリズムアクションに近く、攻略に必要な一要素でもある。

### ミームとミームパネル
海洋生物とのコミュニケーションをすることにより、ミームポイントと呼ばれる値がミームプールに蓄積される。ミームの溜まったプールをミームパネルに設置することにより、バッテリー容量等を増やすことが出来る潜水艇のレベルアップシステムである。

## ストーリー
若き海洋学者ウィリアム・グラバーが謎めいた日誌を残したまま、太平洋キシラ環礁において消息を絶った。日誌を手にしたジャーナリスト(プレイヤー)は海洋学者失踪の謎を探る為、キシラ環礁を訪れドルフィン02号に搭乗する…。

## 舞台・登場キャラクター
アクアヘブン
アクアヘブン資金によって運営管理されている海洋研究施設。海上コテージのような構造になっている。皆アクアヘブンの愛称で呼んでいるが、正式名称は「キシラベース」である。所在地は南太平洋キシラ諸島ルクノア島。
ドルフィン02号
アクアヘブン管理の小型潜水艇。アクアフィールインターフェイスと、アニマ(ANIMA)と呼ばれる擬似人格システムを実装しており、搭乗者との会話コミュニケーション能力を有する。ジェシカによれば｢かわいい性格｣らしい。搭乗員の事を｢キャプテン｣と呼ぶ。尚、失踪したウィリアムの手により設計がなされ、人工知能の一部に特殊なプロテクトが施されている。略称Do2。製造3年目。
プレイヤー「私」
ウィリアム失踪の謎を探る為にアクアヘブンに向かったジャーナリスト。
ウィリアム・B・グラバー
失踪した海洋研究員。音による海洋生物の生物反応を研究していた。
ジェシカ
アクアヘブンの女性研究員で明るい性格。専門分野は海洋音響学。
ケメルマン
アクアヘブンの管理主任。お金に煩く現実主義者。